# Saison 17 de South Park
Chronologie
Saison 16 Saison 18
La dix-septième saison de la série télévisée d'animation américaine South Park a été diffusée du 25 septembre au 9 décembre 2013 sur la chaîne américaine Comedy Central. 
C'est la première saison à être composée de 10 épisodes au lieu de 14 format fixé depuis la saison 7.
En juillet 2015, le doublage des saisons 17 et 18 fut enfin commandé et l'adaptation put commencer.  

## Épisodes
| № | #  | Titre                                                                   | Réalisation | Scénario    | Audiences     | Première diffusion |
| --- | -- | ----------------------------------------------------------------------- | ----------- | ----------- | ------------- | ------------------ |
| 238 | 1  | Tête de nœud Let Go, Let Gov                                            | Trey Parker | Trey Parker | 2,89 millions | 25 septembre 2013  |
| Kyle est en colère contre Cartman qui a pris la mauvaise habitude de parler au téléphone avec le haut-parleur. Cartman l'accuse de se mêler de sa vie privée et même d'être un agent de la NSA. Cartman informe alors les autres élèves de l'école que le gouvernement les surveille et espionne leurs conversations téléphoniques et leurs accès Internet. Cartman décide d'infiltrer la NSA et de révéler ses secrets au public. Pendant ce temps, Butters décide de soulager son âme en se confiant au gouvernement. |    |                                                                         |             |             |               |                    |
| 239 | 2  | Porno meurtre informatif Informative Murder Porn                        | Trey Parker | Trey Parker | 2,49 millions | 2 octobre 2013     |
| Peter Mullen informe ses camarades de classe que leurs parents regardent l'émission Informative Murder Porn, une émission télévisée qui utilise des reconstitutions de meurtres causés par l'abus ou l'adultère du conjoint. Peter déclare que l'exposition à ce programme conduit les parents à s'entretuer. Kyle réunit tous les enfants de South Park et croit avoir trouvé une solution pour empêcher les parents de regarder l'émission. Les enfants réussissent à bloquer les chaines qui diffusent l'émission à l'aide d'une application pour mobile et utilisent une question secrète dont seuls les enfants connaissent la réponse. |    |                                                                         |             |             |               |                    |
| 240 | 3  | World War Zimmerman                                                     | Trey Parker | Trey Parker | 2,06 millions | 9 octobre 2013     |
| Dans cette parodie de World War Z, Cartman craint pour l'avenir de l'humanité quand il apprend que George Zimmerman n'est pas coupable du meurtre de Trayvon Martin. |    |                                                                         |             |             |               |                    |
| 241 | 4  | Les Gothiques 3 : L'Aurore des frimeurs Goth Kids 3: Dawn of the Posers | Trey Parker | Trey Parker | 1,83 million  | 23 octobre 2013    |
| Henrietta, l'une des gothiques de l'école, est envoyée dans un camp pour enfants difficiles. Elle en revient transformée en emo. Les autres gothiques paniquent et vont demander l'aide des vampires. |    |                                                                         |             |             |               |                    |
| 242 | 5  | Reluire la plotte Taming Strange                                        | Trey Parker | Trey Parker | 1,89 million  | 30 octobre 2013    |
| Monsieur Mackey annonce aux élèves de South Park que l'école est maintenant dotée d'un nouveau système informatique nommé Intellilink. En essayant de faire une démonstration de ce nouveau système, celui-ci s'avère ne pas fonctionner correctement. Chez les Broflovski, le comportement d'Ike a changé mais sa mère pense que c'est l'effet de la puberté. Ike est devenu agressif envers son frère Kyle. |    |                                                                         |             |             |               |                    |
| 243 | 6  | Vache rouquemoute Ginger Cow                                            | Trey Parker | Trey Parker | 2,39 millions | 6 novembre 2013    |
| La dernière blague de Cartman a l'effet surprenant de conduire à la réconciliation des adeptes des trois religions monothéistes et à instaurer la paix dans le monde. Cela n'est pas sans poser un cas de conscience à Kyle... |    |                                                                         |             |             |               |                    |
| 244 | 7  | Black Friday                                                            | Trey Parker | Trey Parker | 2,07 millions | 13 novembre 2013   |
| Les enfants se réunissent dans le but d'acheter des consoles de jeu vidéo de nouvelle génération à l'aide d'une grosse réduction lors du Black Friday. Cependant, les avis divergent sur la console à adopter entre la Xbox One et la PlayStation 4. Deux camps se forment alors et se rattachent à chacune des deux consoles. De son côté, Randy obtient un emploi de gardien de sécurité dans le centre commercial et se prépare à affronter la foule pour le Black Friday à venir. |    |                                                                         |             |             |               |                    |
| 245 | 8  | Le Trône de Fion A Song of Ass and Fire                                 | Trey Parker | Trey Parker | 2,39 millions | 20 novembre 2013   |
| Des hordes d'acheteurs sans âme s'approchent du centre commercial en prévision du Black Friday. Les enfants se préparent pour une bataille épique où l'une des deux consoles de jeu prendra le dessus. Pendant ce temps, Butters et Scott Malkinson vont à la rencontre de George R. R. Martin en quête de réponses. Guest Star en VF : Marie Tirmont (la princesse Kenny) |    |                                                                         |             |             |               |                    |
| 246 | 9  | Tétons et dragons Titties and Dragons                                   | Trey Parker | Trey Parker | 2,48 millions | 4 décembre 2013    |
| Le centre commercial va enfin ouvrir ses portes pour le plus grand Black Friday de l'histoire. Les garçons sont divisés sur le choix de la console de jeux à acheter. Une sanglante bataille déterminera le vainqueur entre les adeptes de la Xbox One et ceux de la PlayStation 4. |    |                                                                         |             |             |               |                    |
| 247 | 10 | Le Hobbit The Hobbit                                                    | Trey Parker | Trey Parker | 2,17 millions | 11 décembre 2013   |
| Cet épisode tourne autour du couple people Kim Kardashian et Kanye West. Kanye West tente de convaincre tout le monde que sa compagne n'est pas un hobbit alors que tous les faits poussent à croire le contraire. Côté South Park, Wendy tente de convaincre les gens de la nocivité du logiciel Photoshop pour la société. Malgré ses arguments, personne ne l'écoute et tout le monde lui dit qu'elle est simplement jalouse. |    |                                                                         |             |             |               |                    |